# Wielka Przełęcz Świętego Bernarda
Wielka Przełęcz Świętego Bernarda (fr. Col du Grand-Saint-Bernard, wł. Colle del Gran San Bernardo, niem. Grosser Sankt Bernhard, retorom. Pass dal Grond Son Bernard; 2469 m n.p.m.) – przełęcz w Alpach Pennińskich, w głównym alpejskim grzbiecie wododziałowym. Biegnie przez nią granicy Włoch i Szwajcarii.

## Położenie
Przełęcz, w formie wyraźnego, głębokiego siodła w grzbiecie, leży pomiędzy wzniesieniami Grande Chenalette (2889 m n.p.m.) na północy oraz Petit Mont Mort (2809 m n.p.m.) i Grand Mont Mort (2866 m n.p.m.) na południu. Samo siodło przełęczy leży na terytorium Szwajcarii (granica przebiega ok. 300 m na południowy zachód od niego). Tuż poniżej siodła przełęczy, po jego zachodniej stronie, znajduje się niewielkie jezioro (fr. Lac du Grand Saint-Bernard, it. Lago del Gran San Bernardo), którego lustro wody leży na wysokości 2446 m n.p.m. Granica państwowa przecina jego lustro, zostawiając nieco większą część po stronie szwajcarskiej. Jezioro odwadnia niewielki ciek wodny spływający w kierunku południowo-zachodnim (na stronę włoską), do Torrente del Gran San Bernardo, należącego do dorzecza Dora Baltea w zlewisku Morza Adriatyckiego. Wody spływające na wschodnią (szwajcarską) stronę przełęczy to źródłowe cieki Dranse d'Entremont w dorzeczu Rodanu w zlewisku Morza Śródziemnego.
Przez przełęcz biegnie droga łącząca szwajcarską dolinę Rodanu na północy i włoską dolinę Dora Baltea na południu. Pod przełęczą, ok. 500 m na południowy wschód od jej siodła, przechodzi Tunel Świętego Bernarda.

## Historia
Po podboju Galii Zaalpejskiej przez Rzymian w II w. p.n.e. zaistniała konieczność połączenia tej prowincji dobrymi drogami z Italią. W północnej części łańcucha Alp Zachodnich najdogodniejsza trasa prowadziła przez dzisiejszą Wielką Przełęcz Św. Bernarda. Przez starożytnych była ona znana pod łacińską nazwą „Alpis Poenina” lub „Mons Jupiter”, skąd później poszła francuska nazwa „Mont Joux”. W 141 r. p.n.e. senat rzymski polecił, aby Appius Claudius Metellus wybudował połączenie między doliną Padu a dorzeczem Rodanu, przechodzące przez tę przełęcz. Droga ta (zwana później Via Metella) miała szerokość 4 m, jednak ze względu na warunki naturalne (wysokość i zagrożenie lawinami) nadawała się do użytku tylko w miesiącach letnich. Wkrótce Rzymianie upodobali sobie drogę przez przełęcz, która przez ówczesne Octodurus (dzisiejsze Martigny) sprowadzała ich do doliny Rodanu i nią nad brzegi Lacus lemanus (Jezioro Genewskie). Wielokrotnie korzystały z niej legiony rzymskie.
Z czasem przełęcz stała się najwyższym punktem historycznego, znanego od średniowiecza pod nazwą Via Francigena transalpejskiego szlaku, którym pielgrzymi z Anglii i Francji wędrowali do Rzymu.
Około 1050 roku na przełęczy wybudowano klasztor kanoników regularnych, założony przez Bernarda z Menthon. Powstał on głównie z myślą służenia jako punkt etapowy wędrującym tędy pielgrzymom. Wkrótce tutejsi mnisi zasłynęli też z niesienia pomocy zagubionym lub śmiertelnie zmęczonym podróżnym, czemu do dziś służy istniejące tu hospicjum. Od nazwy przełęczy wzięła się nazwa rasy psów bernardynów, które pomagały mnichom odszukiwać zabłąkanych podróżnych i do dziś pomagają w górskich akcjach ratowniczych.
Przełęcz znana jest m.in. z przemarszu wojsk napoleońskich, które w liczbie ok. 40 tysięcy przekroczyły ją w roku 1800, by pokonać Austriaków w bitwie pod Marengo.
Wraz z rozwojem europejskiej turystyki przełęcz zaczęła być liczniej uczęszczana przez podróżnych, udających się z zachodniej Europy do Włoch. Czasami stawała się celem wycieczki samym w sobie. W taki też sposób w sierpniu 1834 roku odwiedził ją Juliusz Słowacki wraz z ośmioosobowym towarzystwem, składającym się z Teresy Wodzińskiej z dwoma córkami (Marią i Józefą) oraz trzema synami (Antonim, Feliksem i Kazimierzem), francuskiej guwernantki córek (panny Malet) oraz Juliusza Grużewskiego. W liście do matki, Salomei Bécu, datowanym w Genewie 21-23 sierpnia tegoż roku, Słowacki wspominał ...oprawione w skalistym brzegu czarne, ołowianego koloru jezioro, cele klasztorne, w których nocowali (...zimne jak lodownie) oraz stojący obok klasztoru ...mały domek, gdzie składają się znalezione w śniegach trupy.
Na terenie przełęczy, już po włoskiej stronie granicy, znajduje się pomnik honorujący Bernarda z Menthon.
19 lipca 2006 przełęcz odwiedził Benedykt XVI. Wizyta ta do końca była utrzymywana w tajemnicy i nikt spoza otoczenia papieża o niej nie wiedział.

## Galeria

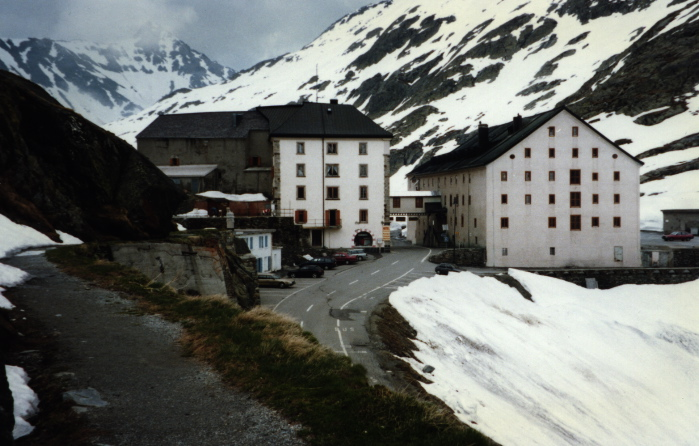
Schronisko turystyczne zimą
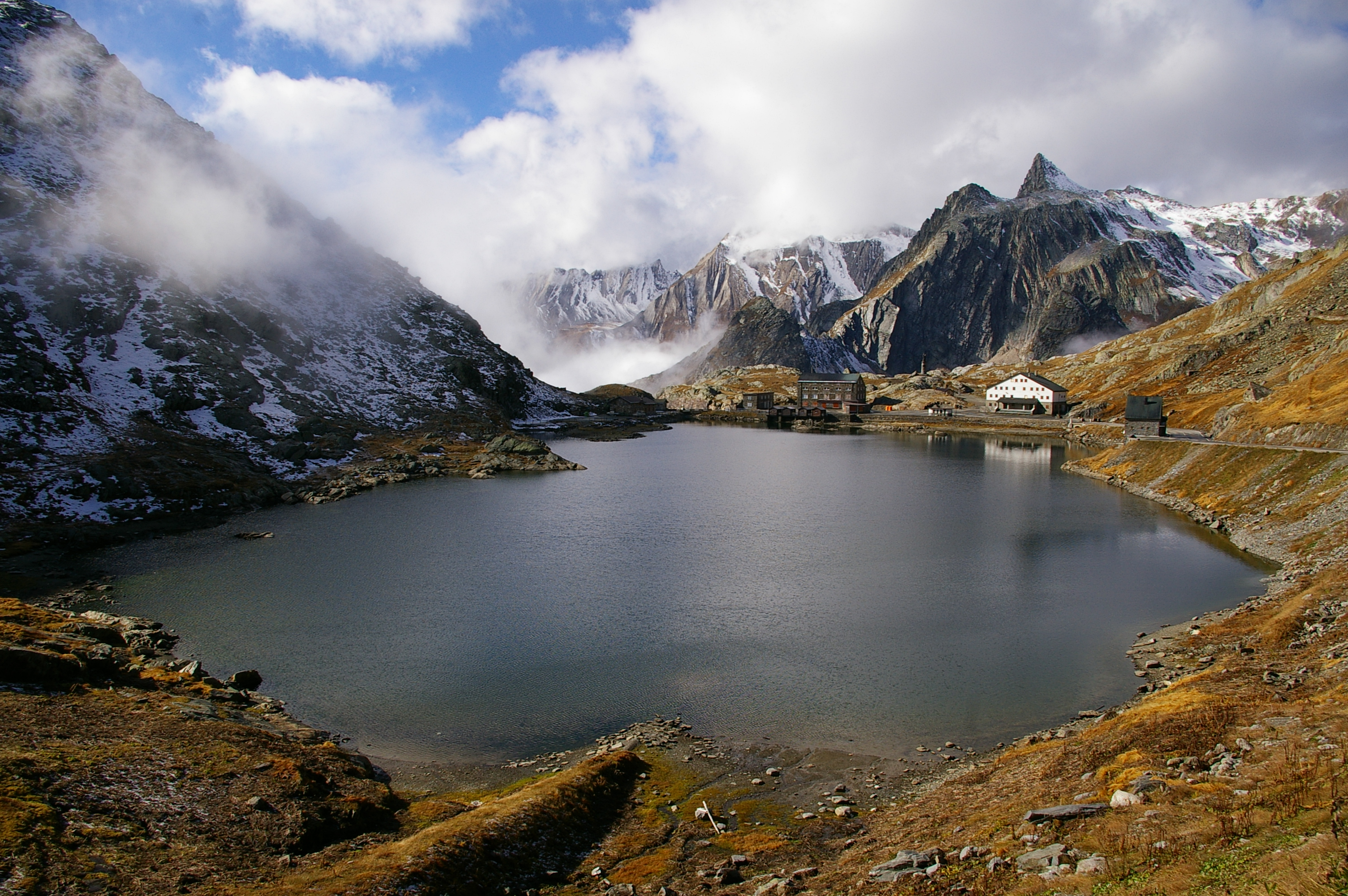
Widok na stronę włoską
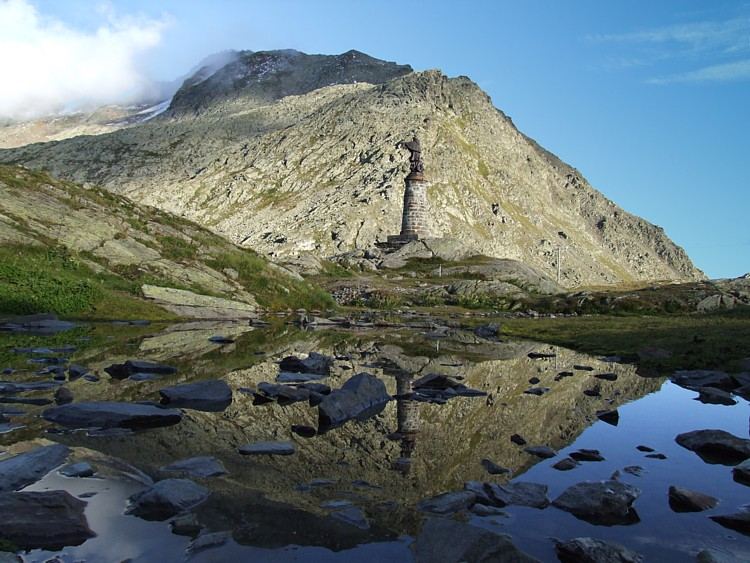
Przełęcz z posągiem św. Bernarda
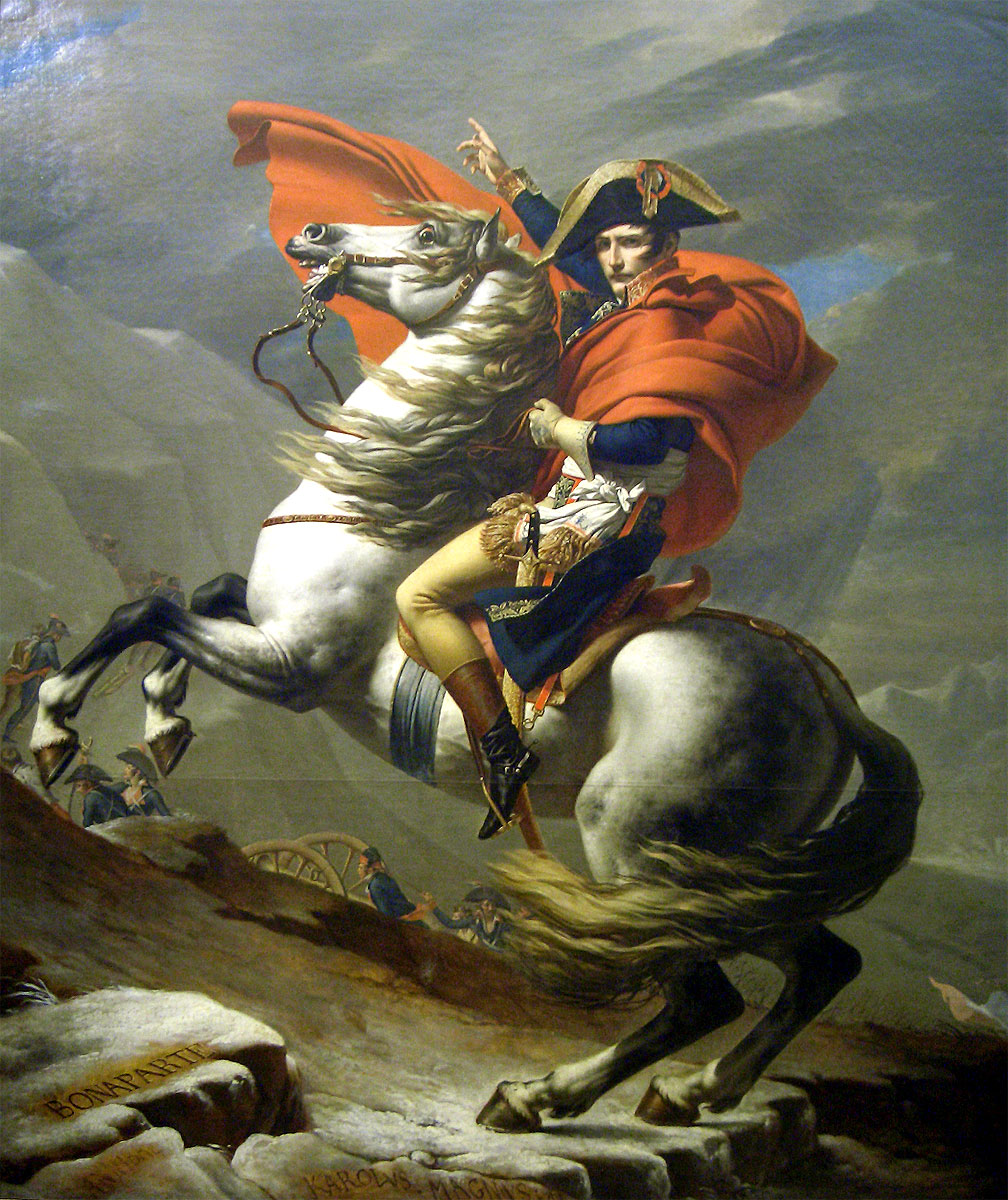
Napoleon przekraczający Przełęcz Świętego Bernarda w 1800 roku, Jacques-Louis David
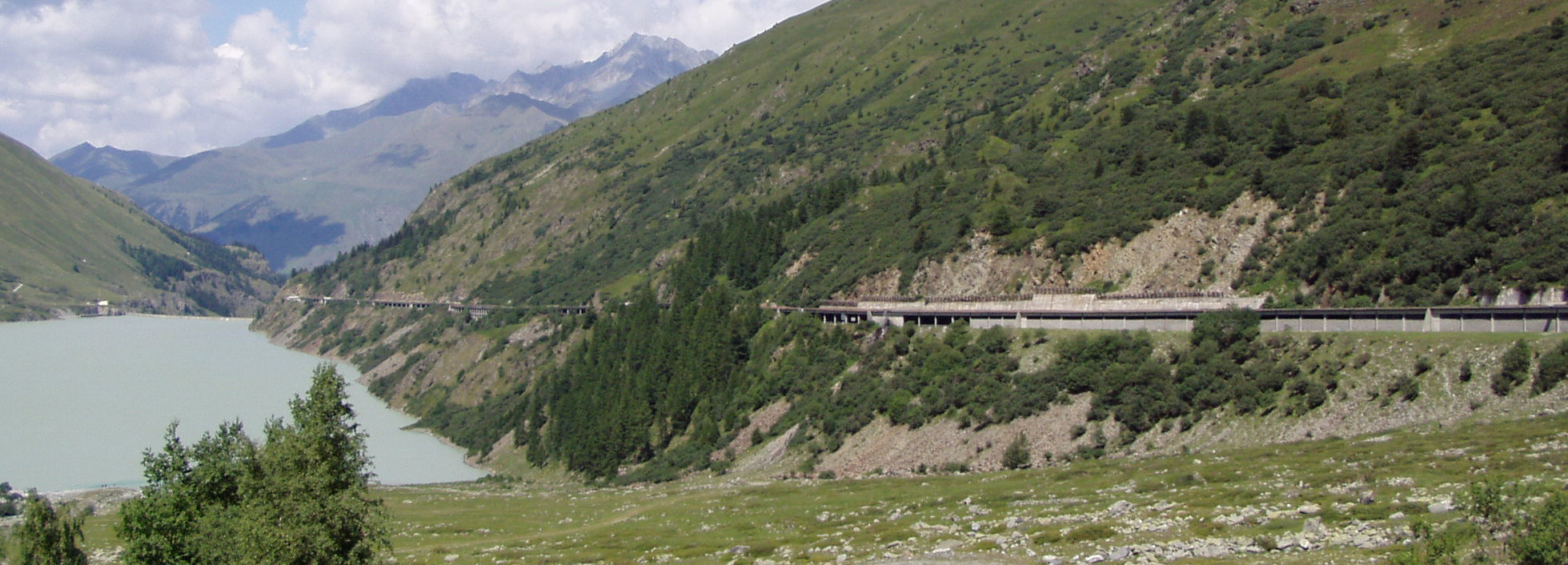
Panoramiczny widok jeziora Toules i europejskiej trasy E27 prowadzącej na przełęcz
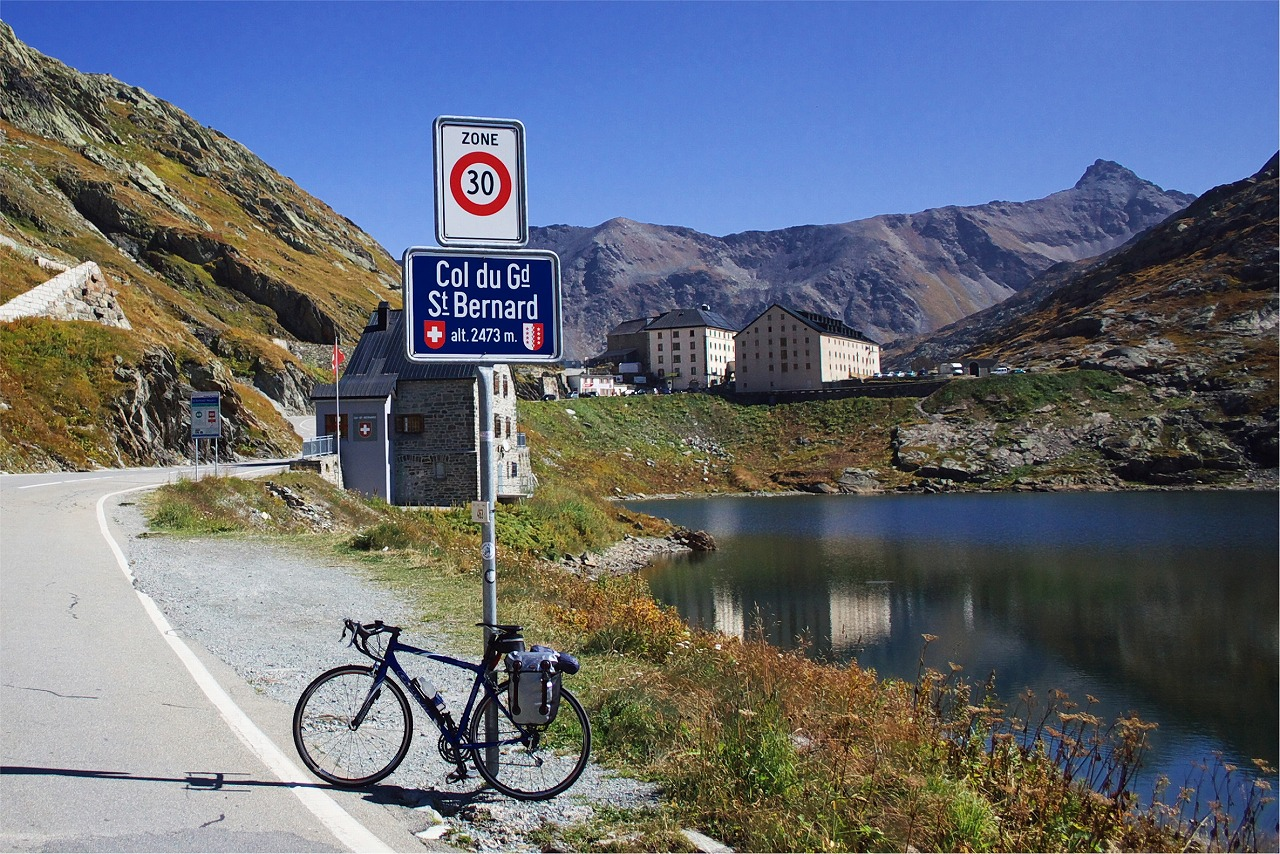
Widok na przełęcz
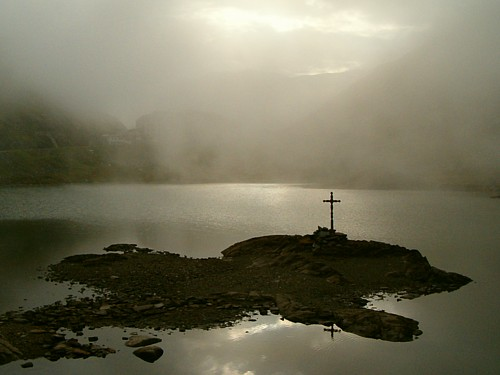
Widok na przełęcz
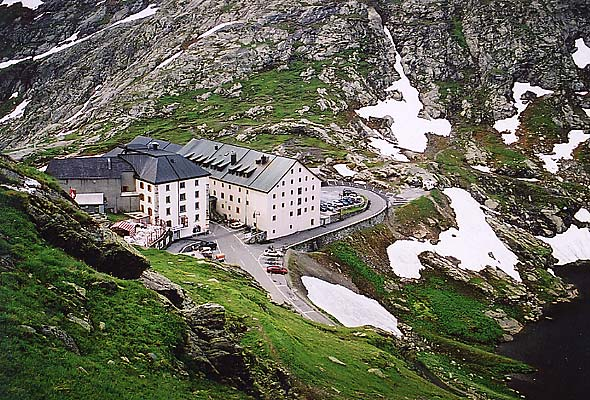